# ميخائيل ماغيري (لاعب دوري الرغبي)
ميخائيل ماغيري (بالإنجليزية: Michael Maguire)‏ هو لاعب دوري الرغبي أسترالي، ولد في 5 فبراير 1974 في كانبرا في أستراليا.